# Сушков, Валерий Петрович
Вале́рий Петро́вич Сушко́в (1938—2012) — профессор, советский и российский учёный физик — специалист в области оптоэлектроники, кандидат физико-математических наук (1967 год), доктор технических наук (1984 год), Лауреат Государственной премии СССР в области науки и техники (1987).

## Биография
Родился в Москве 4 апреля 1938 года в семье инженера Петра Мартыновича Сушкова и Фелицы Петровны Сушковой. С детства увлекался наукой и иностранными языками. Окончил московскую школу № 667 с золотой медалью в 1955 году и поступил в Московский энергетический институт (МЭИ).
Уже через год после окончания ВУЗа в 1960 году Валерий Петрович начинает работать в НИИ «Сапфир». Месте, которое ранее было известно как НИИ-311 и в 1956 году переориентированно на разработку диодов и тиристоров. Именно это и было основным направлением работы Валерия Петровича, а с институтом связаны самые активные годы его научной жизни. В НИИ «Сапфир» были реализованы в виде действующих приборов или их деталей революционные для своего времени идеи, отмеченные потом различными наградами и премиями. В 1984 году Валерий Петрович назначен на должность заместителя директора по научной работе и главным инженером НИИ «Сапфир», в 1989 году — начальником отделения некогерентной оптоэлектроники, в 1993 году — директором Научно-производственного комплекса.
Работая в НИИ «Сапфир», Валерий Петрович принимал участие в различных научных проектах и за его стенами, продолжал учиться и развиваться. Его работа была замечена и благодаря успехам он получил возможность посещать важные научные конференции по всему миру вместе с блестящими коллегами-учёными. Свободное владение английским языком, а также менее свободное владение французским и немецким языками было важным преимуществом. В 1964 году на научной конференции в Париже Валерий Петрович познакомился и стал соратником нобелевского лауреата 2000 года Ж. И. Алфёрова, с которым продолжал дружить всю жизнь.
В 1970 году Валерий Петрович Сушков отправляется на несколько увлекательных лет в США в составе группы молодых советских ученых, где сначала учится (PhD), а потом и работает в качестве преподавателя Калифорнийского университета в Лос-Анджелесе (UCLA)
Звание профессора Валерий Петрович Сушков получил ещё в 1985 году, а в 1997 году оставил свою должность в НИИ «Сапфир» и перешёл на работу в Национальный исследовательский технологический университет «МИСиС» «МИСиС» [2], где преподавал на кафедре «Технологии материалов электроники» института «Новых материалов и нанотехнологий». Подготовил огромное количество выпускников аспирантуры и докторантуры, продолжая заниматься актуальными научными исследованиями, публикуя статьи, регистрируя патенты и принимая активное участие в разработке наукоемких технологий.
Одним из важных примеров работы Валерия Петровича в НИИ «Сапфир» является разработанный им светодиодный индикатор для первых советских светодиодных часов. А в 1977 году вместе с коллегами он совершил открытие в области полупроводниковой электроники, внёсшее большой вклад в дальнейшее успешное развитие этой отрасли. Результатом работы стало создание многоцветного источника света с перекрёстной коммутацией и увеличенное число излучающих элементов. В том числе успешное создание светодиода белого свечения. Благодаря этой работе, Валерий Петрович вписал свое имя в историю изучения и развития светоизлучающих диодов как в отечественной, так и мировой науке. 

## Звания и награды
На протяжении всей своей научной карьеры Валерий Петрович был неоднократно отмечен государственными наградами за крупный вклад в развитие российской и мировой науки и электронной промышленности. Ему принадлежат 72 авторских свидетельства на уникальные изобретения, им написано более 250 научных статей, за годы научной работы накопилось большое количество выступлений на различных конференциях в России, Великобритании, Франции, США и других странах мира.
Валерий Петрович Сушков лауреат Государственной премии СССР в области науки и техники (1987 год), награждён орденом «Знак почёта» (1979 год), медалью «За трудовое отличие» (1966), медалью «В память 850-летия Москвы», званием «Лучший изобретатель Москвы», а кроме того серебряными и золотыми медалями ВДНХ разных лет.

## Некоторые публикации
- Монография: «Полупроводниковые знакосинтезирующие индикаторы», 1990 год.
- «Полупроводниковые знакосинтезирующие индикаторы», //журнал История науки и техники. — 2011. — N 8. — С. 65-71
- «Влияние ультразвуковой вибрации на деградацию светоизлучающих диодов на основе InGaN», //Известия высших учебных заведений. Материалы электронной техники, 2009, № 1, стр. 86 — 92
- «Исследование зависимости внешнего квантового выхода излучающих диодов от плотности тока», //Инженерная физика, 2008, № 5, стр. 22 — 23
- «Behavior of a porous particle in a radiofrequency plasma under pulsed argon ion beam bombardment», //NEW JOURNAL OF PHYSICS, 2010, № 1, Т. 12
- «Tunable diode laser absorption spectroscopy of argon metastable atoms in Ar/C2H2 dusty plasmas», //NEW JOURNAL OF PHYSICS, 2009, № 1, Т. 11